# روبرتو أورسي
روبرتو أورسي مواليد 20 يوليو 1973 في مدينة مكسيكو، هو منتج وكاتب سيناريو أمريكي مكسيكي. تخرج من جامعة تكساس في أوستن.

## الأعمال

### أفلام
- فان هيلسنج
- الرجل العنكبوت المذهل 2
- لعبة إندر
- الآن أنت تراني
- ستار تريك إلى الظلام
- عرض الزواج
- المتحولون: ثأر الهاوي
- ستار تريك
- المراقبون
- إيجل آي
- المتحولون
- مهمة مستحيلة 3
- الجزيرة

### مسلسلات
- الرحلات الأسطورية
- زينا: الأميرة المحاربة
- إيلياس
- فرينج
- ترانسفورمرز: برايم
- هاواي فايف أو

## وصلات خارجية
- روبرتو أورسي على موقع IMDb (الإنجليزية)
- روبرتو أورسي على موقع ألو سيني (الفرنسية)
- روبرتو أورسي على موقع أول موفي (الإنجليزية)
- روبرتو أورسي على موقع بوكس أوفيس موجو (الإنجليزية)
- روبرتو أورسي على موقع قاعدة بيانات الأفلام السويدية (السويدية)
- روبرتو أورسي على موقع قاعدة بيانات الفيلم (الإنجليزية)
- روبرتو أورسي على موقع كينوبويسك (الروسية)